# 運命
運命（うんめい、ラテン語: fatum、英語: fate、destiny）とは、超自然的な対象、または哲学をはじめとする学問の研究対象のこと。
以下は運命のディクショナリーにおける定義である。
- 人間の意志をこえて、人間に幸福や不幸を与える力のこと。あるいは、そうした力によってやってくる幸福や不幸、それの巡り合わせのこと[1]。
- 人生は天の命によって定められているとする思想に基づいて考えられている、人の意思をこえて身の上に起きる禍福[2]。
- 将来のなりゆき[2]。

命運（めいうん）とも。

## 概説
運命とは、人の意思や想いをこえて人に幸・不幸を与える力を意味する。運命（さだめ）などとも言う。運命論では、人の幸福・不幸などは、人の力をこえたところであらかじめ決まっている、と考える。
16世紀のジャン・カルヴァンが説いた予定説では、神の救済にあずかる者や滅ぶ者はあらかじめ定められている、とした。マックス・ヴェーバーの「プロテスタンティズムの倫理と資本主義の精神」によると、カルヴァン派の人々は「神によって救われるようにあらかじめ定められた人間というのは、Beruf（＝天命、職業）を禁欲的におこない成功する人間のはずである」と考え、自分がまさにその救済されると定められた人間である、ということを証明するために禁欲的に働いた、といい、それが資本主義の発展に役立ったという。
紀元前の中国の殷から周への王朝交代期に生まれたと考えられている受命思想では、天（天帝）がその権能の一部を王や人々に分け与え、人のこの世での役割・使命・職業などを定めている、と考える。これを「天命」と言う。
西洋占星術では一般に、人は生まれた時の惑星の配置などによってその人生で起きることに決まっている面がある、と考える。占星術好きな人などは、将来 結ばれることになる異性は人の想いを越えた力によってあらかじめ決められている、と考えて、そうした異性を「運命の人」などと表現することがある。「運命の赤い糸」とも。
インド占星術では前世での善い・悪い行いと現世でつむ行い＝カルマによって来世の運命が決まるとされている。そのカルマを見て対処するために占いが存在している。
一般に「運命」とほぼ同義語として「宿命」が用いられているが、ふたつを分けて考える人もいる。この場合、「運命」は努力次第で変えることができるが『宿命』は生きているものが必ず死ぬように変えることのできない絶対的なものとされていることがほとんどである。